# Na żywca
Na żywca – drugi album zespołu Wańka Wstańka wydany w 1988 roku nakładem wydawnictwa Polton. Na żywca to pierwsze oficjalne wydawnictwo zespołu. Jest zapisem fragmentu dwóch koncertów, które odbyły się 11–12 lutego 1988 w rzeszowskim klubie „Pod Palmą”. Album został wydany na nośniku kasety magnetofonowej, reedycja wydana w 1993 roku nakładem wydawnictwa Digiton została wydana na płycie CD.

## Lista utworów
źródło:.
1. „Ballada o jeżu” (muz. Sławomir Starosta – sł. Piotr Liszcz) – 2:27
2. „Miłość, traktor i motocykl” (muz. i sł. Piotr Liszcz) – 2:45
3. „Piosenka alternatywna” (muz. Dariusz Marszałek – sł. Piotr Liszcz) – 3:40
4. „Pieśń o Marynie co pierogów gotować nie umiała przez co kijem po plecach dostała” (muz. i sł. Piotr Liszcz) – 2:07
5. „Chlipey kto żyw (Leżajski Full)” (muz. Krzysztof Bara – sł. Piotr Liszcz) – 7:37
6. „Utwór instrumentalno-wokalny” (muz. Sławomir Starosta – sł. Piotr Liszcz) – 3:57
7. „Chora nie chora ale herbaty bych się napiła” (muz. i sł. Piotr Liszcz) – 3:33
8. „Ni ma że bili (Dej konika dej)” (muz. Krzysztof Bara – sł. Piotr Liszcz) – 4:00
9. „Krucafuks” (muz. Dariusz Marszałek – sł. Piotr Liszcz) – 3:27
10. „Bajera o tym jak Zdzichowi tępy kwadrat ożenili” (muz. i sł. Piotr Liszcz) – 5:15

bonusy CD (studio)
źródło:.
1. „Gwiazdy ze stolycy”
2. „Syna ty moja”
3. „AIDS”
4. „Środki uspokajające”
5. „Git wiracha”
6. „Leżajski full”

## Muzycy
źródło:.
- Krzysztof Bara „Bufet” – śpiew
- Piotr Liszcz „Mizerny” – gitara, śpiew
- Sławomir Starosta – instrumenty klawiszowe
- Wojciech Pieczonka – gitara basowa
- Dariusz Marszałek „Czarny” – perkusja

bonusy
- Krzysztof Bara „Bufet” – śpiew
- Piotr Liszcz „Mizerny” – gitara, śpiew
- Sławomir Starosta – instrumenty klawiszowe
- Marek Kisiel – gitara basowa
- Dariusz Marszałek „Czarny” – perkusja